# 9С36
9С36 — радянська та російська радіолокаційна станція підсвічування цілей і наведення ракет ЗРК 9К317 «Бук-М2».

## Опис конструкції
РПН 9С36 призначена для використання у вогневій секції ЗРК 9К317 «Бук-М2» спільно з двома пуско-зарядними установками 9А316, забезпечуючи таким чином обстріл одночасно до 4 цілей в умовах лісистої та гірської місцевості з висотою рельєфу до 20 метрів. Підсвічування цілей та наведення ракет здійснюються за рахунок антенного поста, здатного висуватися на висоту до 21 метрів. Антена є фазованою решіткою з електронним сканером. Станція може виконувати пошук цілей у зоні ±45° за азимутом та 70° за кутом місця на дальності до 120 км. Супровід цілей виконується в секторі ±60° за азимутом і від -5 до +85° за кутом місця, у тому числі й цілей, що летять на малих та надмалих висотах. Станція здатна одночасно виявляти до 10 цілей.

## Особливості конструкції
Дана станція радіолокації складається з антени з ФАР, передавального і приймального пристрою, а також датчиків індикації і приладів управління. Фазована антенна решітка і приймально-передавальне пристрій розташовані в контейнері, закріпленому на кінці телескопічної стріли, пристрій індикації та управління розташований у відсіку, що розташований в основі телескопічного пристрою.
Радіолокатор підсвічування та наведення несе бойове чергування у складі ЗРК у своєму секторі відповідальності, основа телескопічного підйомно-поворотного пристрою може бути встановлена на будь-який азимут сектора за умови піднятої за допомогою телескопічної стріли антени РЛС. При цьому збільшується дальність виявлення штурмовиків та крилатих ракет.

## Модифікації
- Базова модифікація розміщується на гусеничній базі, проте є модифікація на колісному напівпричепі ЧМЗАП для буксирування тягачом типу КрАЗ. Маса напівпричепа складає 30 тонн[1].
- На даний момент пропонується варіант на колісному шасі МЗКТ (були представлені макети на кількох міжнародних виставках техніки), проте інформація про дослідні зразки відсутня.